# Trois études de Lucian Freud
Trois études de Lucian Freud (Three Studies of Lucian Freud) est un triptyque de Francis Bacon, peint en 1969 et représentant son ami Lucian Freud.

## Contexte
Francis Bacon et Lucian Freud sont amis et rivaux artistiques. Mutuellement présentés en 1945 par l'artiste Graham Sutherland, ils deviennent rapidement très proches et se côtoient régulièrement. En 1951, Lucian Freud pose pour la première fois pour Bacon ; il en résulte alors un premier triptyque en 1966. À partir de ce moment, les deux artistes se peignent à plusieurs reprises. Un deuxième triptyque, intitulé Trois études de Lucian Freud, naît alors des mains de Francis Bacon en 1969. Ils font ainsi partie de la série des triptyques des portraits des amis de Bacon, peints dans les années 1960. L'amitié entre Bacon et Freud se termine après une dispute au début des années 1980.

## Description
Les trois panneaux, de près de deux mètres par un mètre cinquante, du triptyque de Bacon représentent Freud déformé, isolé et assis sur une chaise en bois, enfermé dans une cage, sur une surface marbrée marron et courbée avec un fond orange. Derrière la cage, se trouve une tête de lit, inspirée d'un ensemble de photographies de Freud par John Deakin. La coloration est plus brillante qu'habituellement dans les œuvres de Bacon.
Francis Outred, chef du département d'art contemporain et d'après-guerre de Christie's Europe décrit le triptyque de 1969 comme « un véritable chef-d'œuvre » et « un symbole incontestable de l'art du XXe siècle » qui « marque la relation de Bacon et Freud, rendant hommage à la relation créative et affective des deux artistes ». L'historien Ben Street le décrit comme « l'une des œuvres favorites de Bacon ».

## Histoire
Francis Bacon peint le triptyque en 1969 au Royal College of Art de Londres, où son studio était assez grand pour travailler sur trois toiles adjacentes simultanément. Il le présente en 1970 à la Galleria d'Arte Galatea de Turin, puis l'inclut dans une rétrospective au Grand Palais à Paris et à la Kunsthalle de Düsseldorf entre 1971 et 1972.
Dans le milieu des années 1970, les trois panneaux du triptyque sont vendus séparément. Déçu que les panneaux aient été divisés, Bacon écrit sur une photographie du panneau de gauche qu'il n'a « de sens que s'il est uni avec les deux autres panneaux ». Les panneaux passent dans les mains de différents collectionneurs jusqu'à la fin des années 1980, lorsque l'un des acheteurs d'origine, un collectionneur romain, identifié par certaines sources comme Francesco De Simone Niquesa, les réunit. Le triptyque est alors exposé aux États-Unis, au Yale Center for British Art, à New Haven, et au Connecticut en 1999.
Le 12 novembre 2013, l’œuvre est adjugée pour la somme record de 142,4 millions de dollars (105,9 millions d’euros) à un anonyme chez Christie’s, à New York, devenant ainsi l'œuvre d'art la plus chère du monde vendue aux enchères. Le triptyque de Bacon dépasse effectivement le record de la quatrième version du Cri d'Edvard Munch, élevé à 119,9 millions de dollars en mai 2012,.
Dans son numéro de février 2025, Il Giornale dell'Arte a rapporté une rumeur qui circule depuis un moment dans le monde de l'art. Le journal italien suggère que le triptyque emblématique de Francis Bacon Trois études de Lucian Freud, réalisé en 1969, aurait disparu dans les flammes qui ont consumé la maison de l'acteur Anthony Hopkins, quoique que l'acteur n’ait pas confirmé cette information.